# Schloss Loches

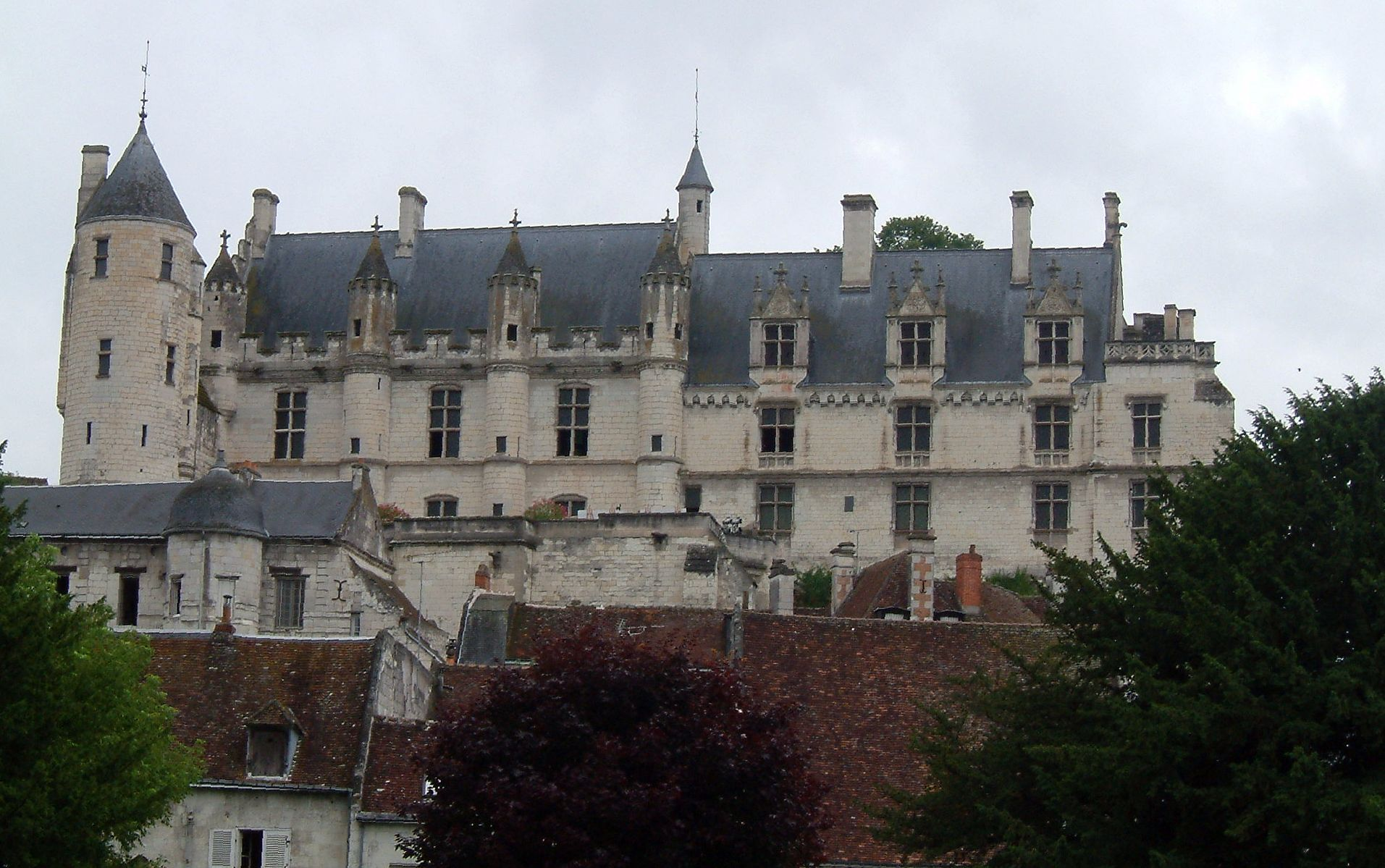
Das Logis Royal des Schlosses Loches

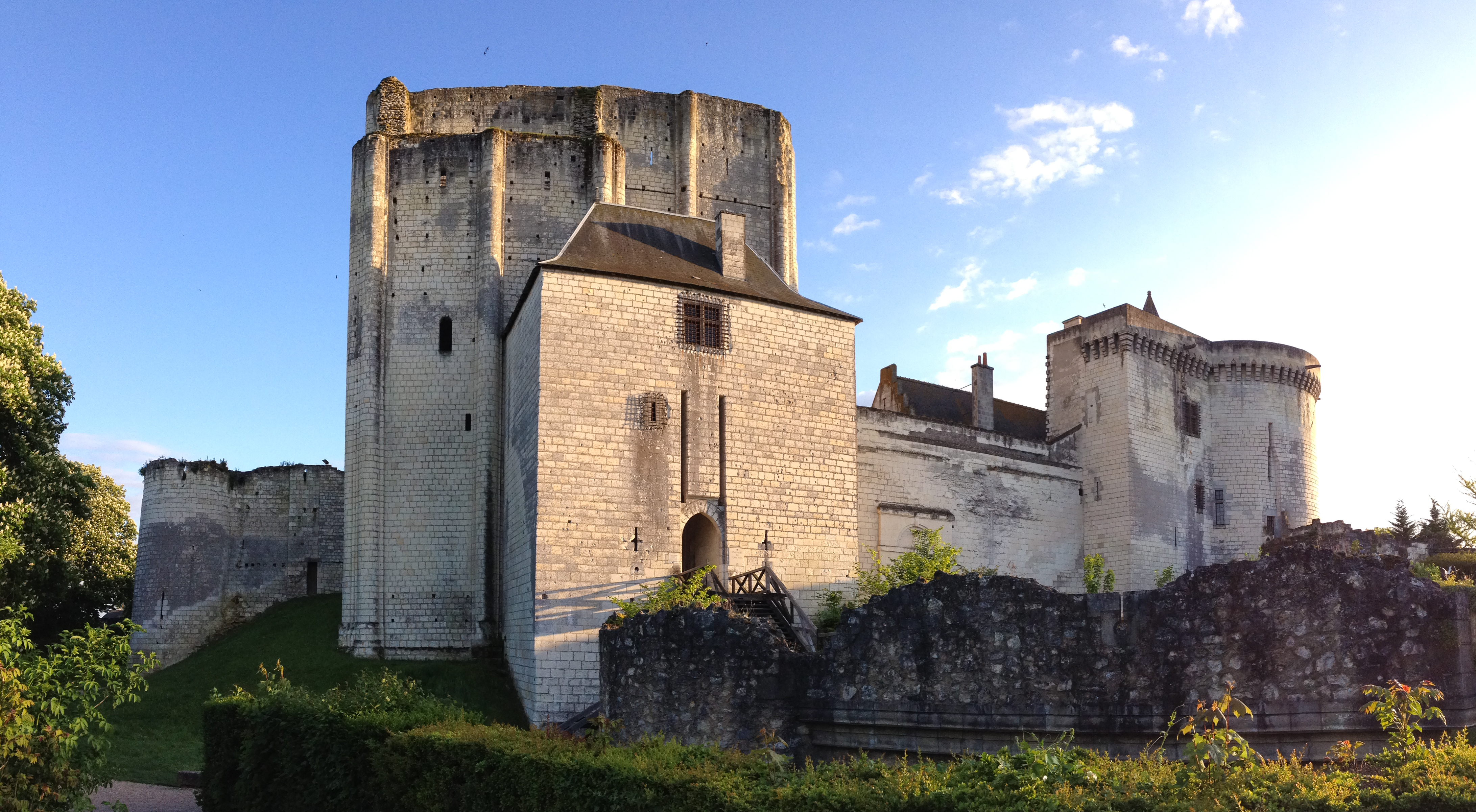
Der Donjonkomplex: im Vordergrund der Donjon mit Treppenturm, rechts der Vorbau und Turm Ludwigs XI.

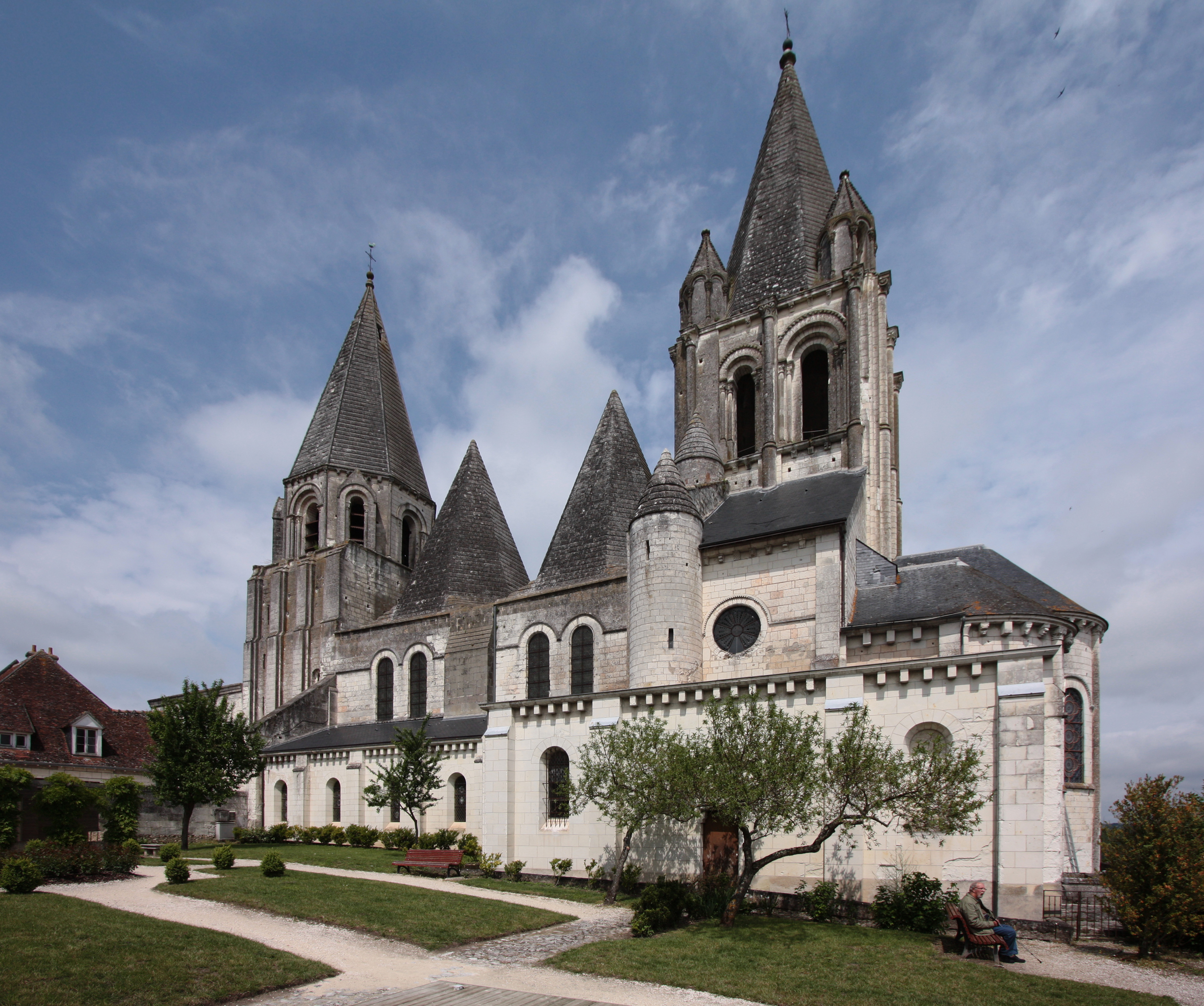
Stiftskirche Saint-Ours

Das Schloss Loches ist ein Schloss auf einem Felsplateau am linken Ufer der Indre oberhalb der französischen Stadt Loches. Die aus drei Gebäudekomplexen bestehende Anlage, darunter einer der ältesten Donjons Frankreichs, zählt zu den besterhaltenen europäischen Architekturensembles des Mittelalters. Schon 1840 wurde die zum Schloss gehörende Stiftskirche als Monument historique unter Denkmalschutz gestellt, 1862 folgte der Donjon. Das Eingangstor zum Schlossareal wurde im Juni 1886 in die Denkmalliste aufgenommen, während das Logis Royal erst 1889 zum Denkmal erklärt wurde.
Obwohl sich das Schloss nicht direkt im Loiretal befindet, wird es trotzdem zu den Schlössern der Loire gezählt.

## Gebäude

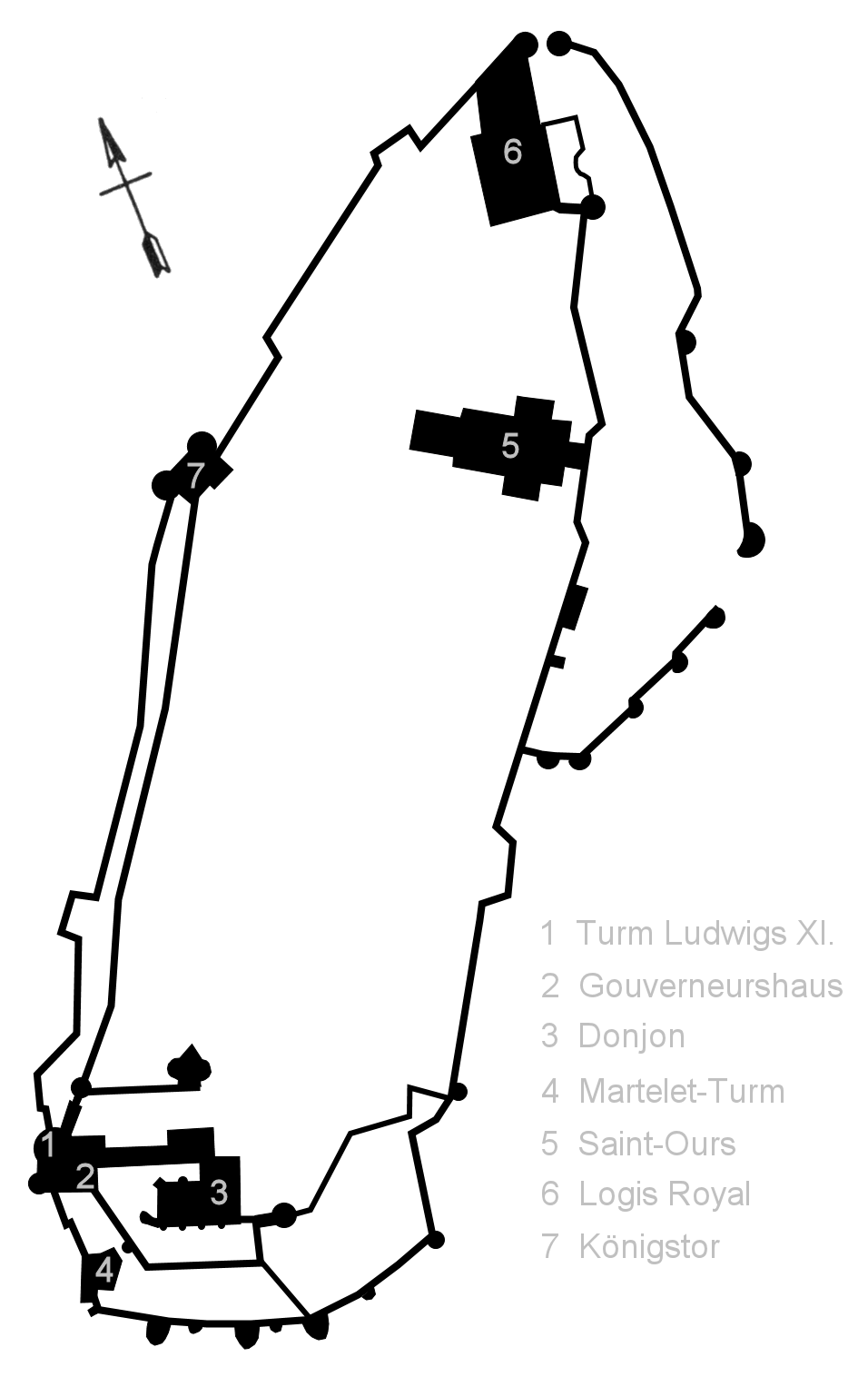
Schematischer Grundriss der Schlossanlage

Die Schlossanlage ist von einer fast zwei Kilometer langen Ringmauer umgeben. Am nördlichen Ende des Areals steht das sogenannte Logis Royal, während sich im Süden der Donjonkomplex mit seinen zahlreichen Anbauten befindet. An der östlichen Seite, etwa in der Mitte der nördlichen Hälfte, steht zwischen Logis Royal und Donjon die Stiftskirche Saint-Ours. Das so genannte Königstor (französisch: Porte Royale) aus dem 15. Jahrhundert bildet den einzigen Zugang zur Anlage. Es handelt sich dabei um einen geschlossenen Baukörper, der von zwei Rundtürmen aus dem 13. Jahrhundert eingeschlossen ist und rundum Maschikulis besitzt. Es wird heute als Heimatmuseum genutzt.

### Donjonkomplex
Der Gebäudekomplex am südlichen Ende des Felsplateaus besteht aus vier Bauten aus unterschiedlichen Epochen. Sein gut erhaltener Bauzustand ist nicht zuletzt darauf zurückzuführen, dass er noch bis 1926 als Gefängnis diente.

#### Donjon
Der gut erhaltene Donjon ist der älteste Bau der gesamten Schlossanlage. Der 25 mal 15 Meter messende viereckige Turm wurde zu Beginn des 11. Jahrhunderts aus Steinquadern ohne Bossen errichtet und an seiner Außenseite rundum mit romanischen Blendsäulen dekoriert. Unterirdische Schächte, die das gesamte Felsplateau durchziehen, bezeugen, dass sein Baumaterial direkt am zukünftigen Standort gewonnen wurde.
In seinen massiven Außenwänden, die an der Basis eine Mauerstärke bis zu 3,50 Meter aufweisen, liegen Kamine, Treppen und Gänge. Einige dieser Gänge enden blind und sollten mögliche Angreifer in die Irre führen. Waren sie erst einmal in einen solchen Blindgang gelaufen, konnten sie auf ihrer zwangsweisen Rückkehr leicht gestellt werden. Durch die begrenzte Breite des Ganges standen sie dem Verteidiger allein gegenüber, ganz gleich um wie viele Angreifer es sich insgesamt handelte.

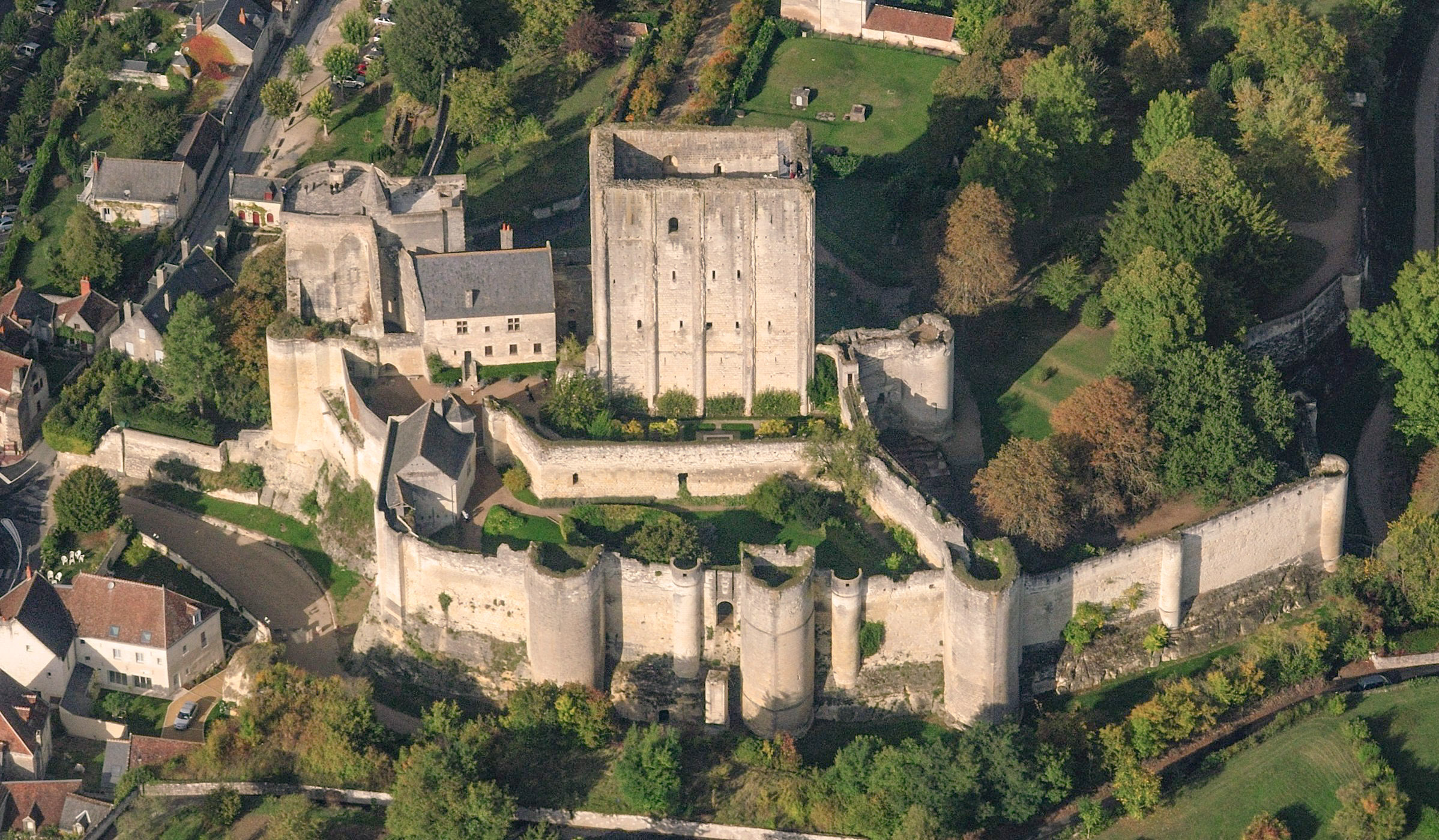
Luftbild des Donjonkomplexes

Der Turm besitzt eine Höhe von 36 Metern, die sich in fünf Geschosse unterteilte. Lediglich die unteren vier Etagen besaßen Decken, die jedoch heute nicht mehr erhalten sind. Einige davon lagen in einer Höhe von 7,5 Metern. Das Erdgeschoss, dessen Decke früher durch ein Gewölbe gebildet wurde, diente vermutlich als Proviantlager und war durch eine Wand in der Länge geteilt. Hier befindet sich noch immer ein Brunnenschacht aus der Anfangszeit der Anlage. Das zweite bis vierte Geschoss diente zu Wohnzwecken, worauf die Ausstattung mit Kaminen hindeutet. Auf Höhe des Treppenturmdaches befinden sich mehrere Balkenlöcher in der Außenwand. Bodo Ebhardt interpretiert diese als einen Hinweis auf einen früher vorhandenen Wehrgang.
Der einzige Eingang des Donjons liegt in einer Höhe von drei Metern und ist über einen niedrigeren, vier Geschosse umfassenden Tor- und Treppenturm erreichbar, der dem Donjon an seiner nördlichen Längsseite vorgebaut ist. Er ist über einen ebenerdigen Eingang an seiner Westseite zugänglich. Genauso wie dem Donjon fehlen ihm die Decken. Aus dem Erdgeschoss mit drei Schießscharten in der Nordwand führt eine steinerne Treppe mit 49 Stufen hinauf zum Donjoneingang. Das Geschoss über dem Treppenhaus wurde von einem Raum eingenommen, dessen Kaminansatz und Rundbogenfenster heute noch erhalten sind. Er diente als Vorhalle zum Rittersaal, der auf gleicher Höhe im Donjon lag. Im dritten Geschoss ist noch eine halbrunde Altarnische zu sehen, denn dort befand sich ehemals die Burgkapelle.

#### Turm Ludwigs XI.

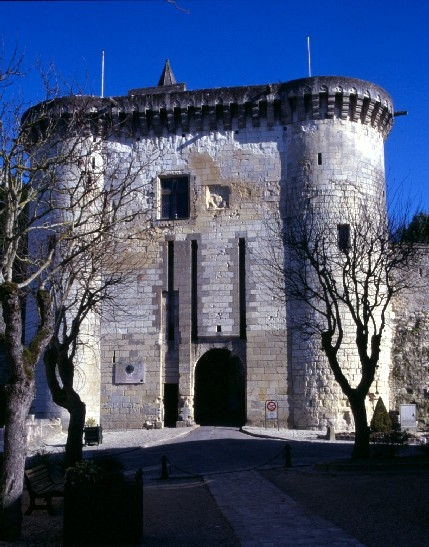
Einziger Zugang zur Schlossanlage: das Königstor

Der Donjon wird westlich von dem halbrunden, 25 Meter hohen Turm Ludwigs XI. (französisch: Tour Louis XI.) aus der Zeit der Renaissance flankiert. Dieser wird auch Neuer Turm (französisch: Tour Neuve) genannt und wurde als Gefängnisturm errichtet. Seine vier oberirdischen Geschosse beherbergen jeweils einen einzigen, großen Raum. Ausgestattet mit Zinnen und Maschikulis, war sein terrassenartiges Dach dafür konzipiert, als Standort für Kanonen zu dienen.
In einem Kellerverlies des Turms ist die Rekonstruktion eines Gefangenenkäfigs ausgestellt, dessen Original von dem Geschichtsschreiber Philippe de Commynes im Auftrag des französischen Königs Ludwig XI. konstruiert wurde. Bei solchen sogenannten filettes handelte es sich um Käfige aus Holz und Eisen, die nur 1,75 Meter lang und 1,5 Meter hoch waren und in etwa zwei Meter Höhe unter der Decke aufgehängt wurden. Möglicherweise wurde Philippe de Commynes selbst in seiner eigenen Erfindung gefangen gehalten, zumindest schmachtete er einige Jahre im Turm Ludwigs XI., nachdem er sich gegen die Regentschaft Anne de Beaujeus aufgelehnt hatte. Unter Historikern ist jedoch umstritten, ob die filettes tatsächlich zur dauerhaften Unterbringung von Gefangenen oder lediglich zu ihrem Transport dienten. Die letzte authentische filette wurde während der Französischen Revolution zerstört, sodass heute nur eine Nachbildung besichtigt werden kann.

#### Martelet-Turm
Im Südwesten des Donjonkomplexes steht ein polygonaler Turm, der Martelet genannt wird. Möglicherweise erhielt er seinen Namen nach Gottfried Martel. Wie der Turm Ludwigs XI. diente auch er als Gefängnis. Mit 20 Metern Höhe besitzt er drei oberirdische Geschosse. Unterirdisch verteilen sich zahlreiche in den Fels gehauene Verliese über mehrere Etagen. Bekanntester Gefangener war der mailändische Herzog Ludovico Sforza, der seine Zelle während seines achtjährigen Aufenthaltes mit zahlreichen Fresken und Inschriften verzierte. Noch heute ist ein Teil dieser Malereien an der Westwand seiner Zelle erhalten. Seine berühmte Inschrift „Celui qui net pas contan(t)“ (deutsch: Derjenige, der nicht zufrieden ist) ist jedoch seit den 1980er Jahren nicht mehr erhalten, da der Putz an dieser Stelle der Wand abbröckelte. Weitere bekannte Insassen des Martelet waren Jean de Poitiers, Vater Diane de Poitiers’, und der Kardinal Jean de La Balue.

#### Gouverneurshaus
Das aus dem 15. Jahrhundert stammende Gouverneurshaus schließt sich dem Turm Ludwigs XI. an dessen südlichem Ende an. Der große Saal des Hauses wird heute für Ausstellungen genutzt.

### Logis Royal

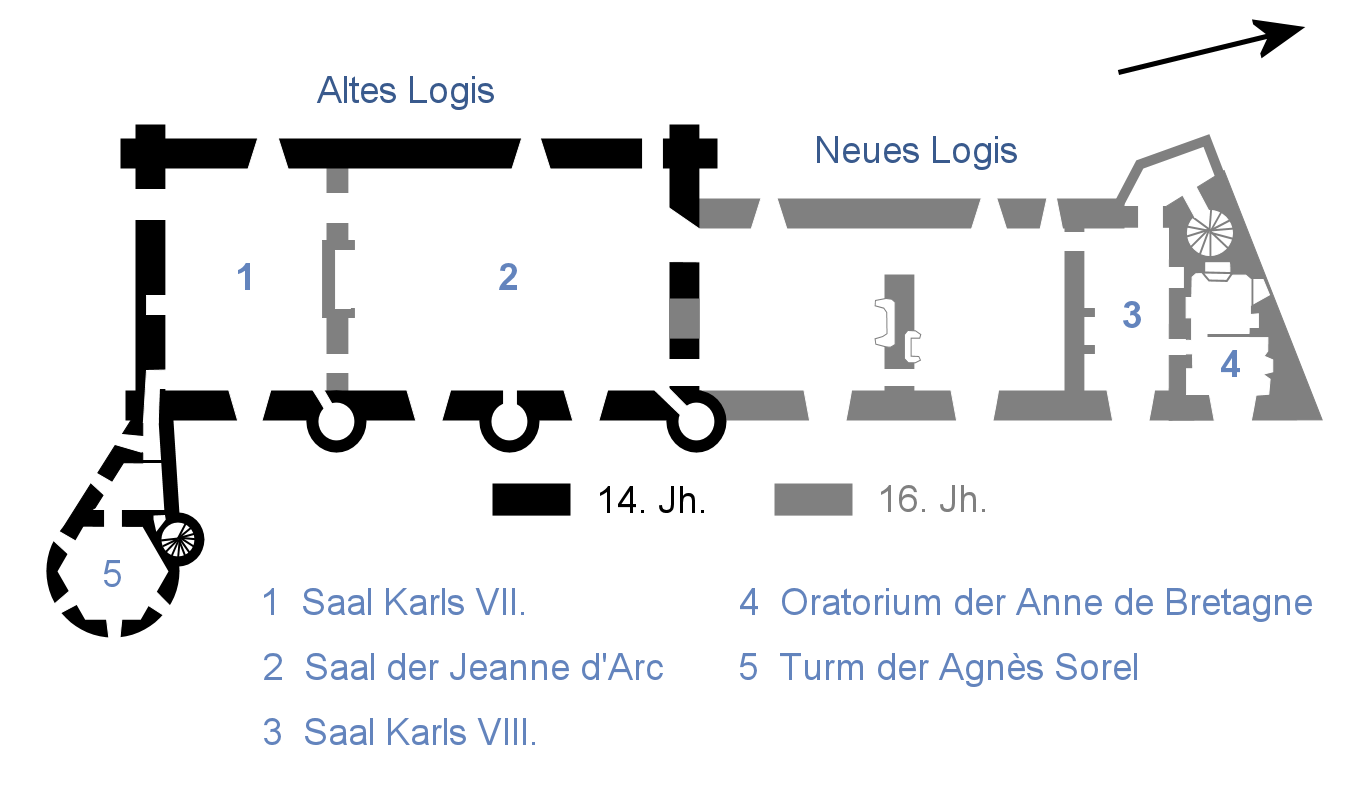
Schematischer Grundriss des Logis Royal

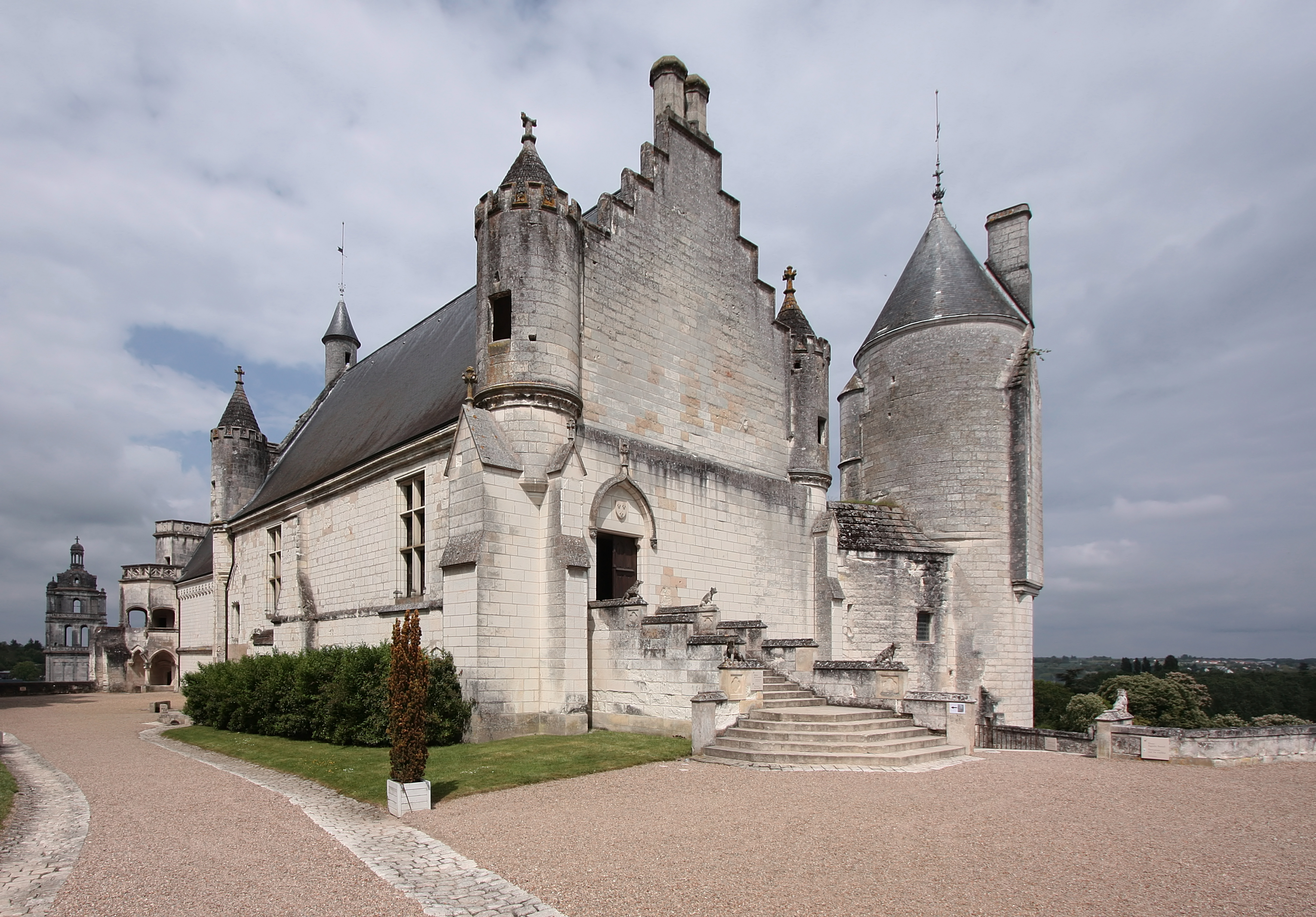
Das Logis Royal, Blick von Südwesten

Das Logis Royal (deutsch: Königliches Logis) besteht aus einem Hauptgebäude mit zwei Flügeln aus unterschiedlichen Epochen und dem Turm der Agnès Sorel (französisch: Tour Agnès Sorel). Den ältesten Teil bildet sein Südflügel, das so genannte Alte Logis (französisch: Vieux Logis), dem sich nördlich das Neue Logis (französisch: Nouveau Logis) aus dem 16. Jahrhundert anschließt. Der Turm der Agnès Sorel bildet den südöstlichen Eckpunkt des Gebäudes und ist über einen niedrigen Verbindungstrakt mit dem Alten Logis verbunden.

#### Äußeres
An der heutigen äußeren Gestalt des Wohnhauses lassen sich die zwei verschiedenen Bauphasen des Gebäudes ablesen, die besonders gut von der östlich gelegenen Terrasse sichtbar sind. Die Fassade des dreigeschossigen Alten Logis ist durch einen militärisch strengen Stil geprägt und weist Bestandteile von Befestigungsanlagen wie Zinnen und Schießscharten auf. Sein Dachgeschoss ist an den Ecken von vier Rundtürmen umgeben und besitzt einen südlichen Treppengiebel.

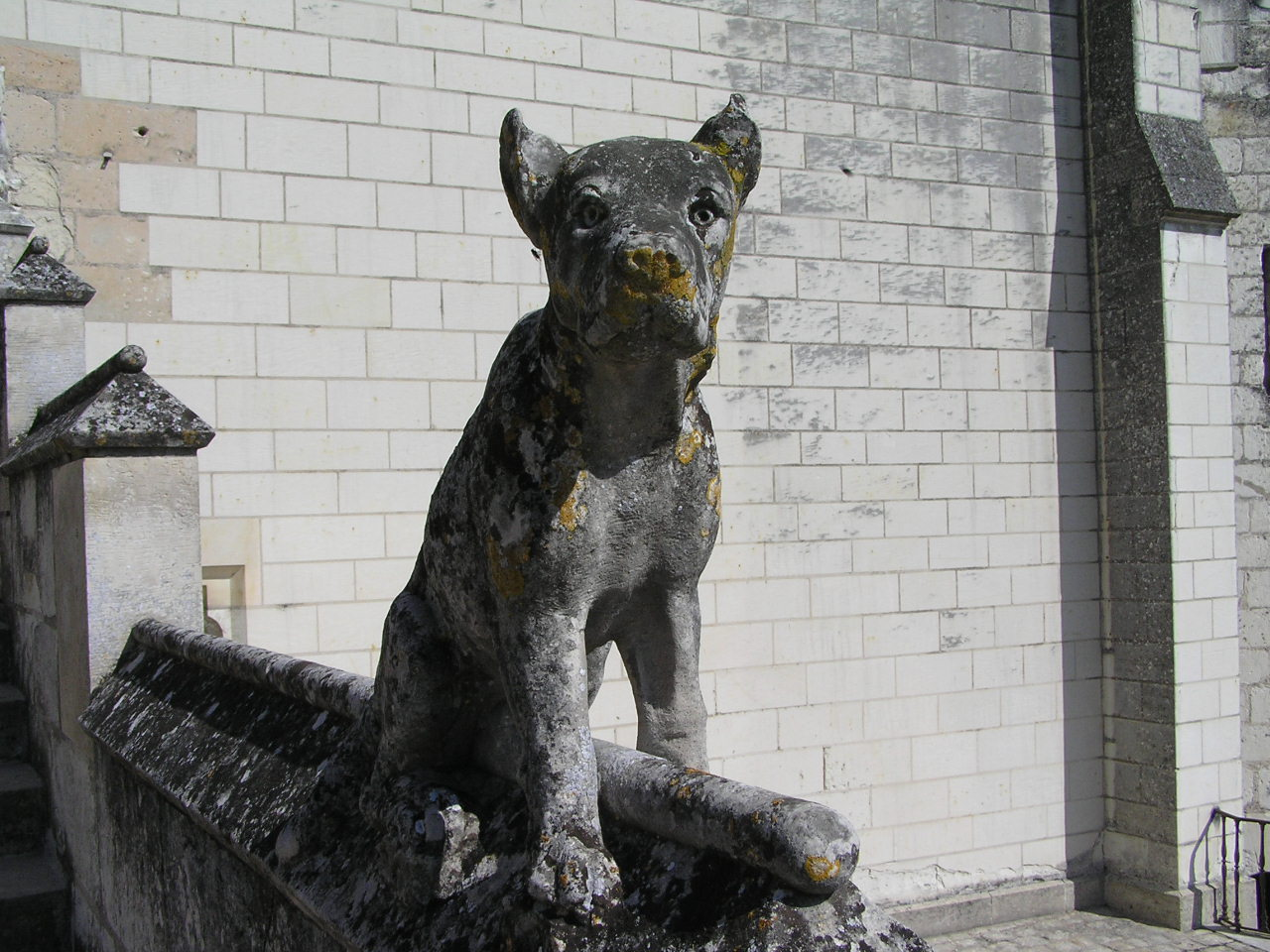
Hundestatuen weisen auf die Funktion als Jagdschloss hin

Die zum Portal hinaufführende Treppe wird von steinernen Hundeskulpturen gesäumt, welche die Funktion der Anlage als Jagdschloss unter Karl VIII. und Ludwig XII. verdeutlichen. Über dem Eingang befindet sich das Wappen des französischen Königshauses mit den drei Lilien.
Das ebenfalls dreigeschossige Neue Logis bildet den nördlichen Teil des Wohnhauses. Seine Fassade weist durch einen Fries unter der Traufe Merkmale des Flamboyants auf. Sein Dachgeschoss besitzt ein leicht abgeknicktes Steildach mit drei Lukarnen auf der östlichen Seite, die reich verzierte Giebel aufweisen. Architektonisch etwas vom übrigen Teil des Neuen Logis abgehoben, diesem jedoch zugehörig, ist die Privatkapelle Anne de Bretagnes, die das nördliche Ende des Wohnhauses bildet.
Über eine niedrige, dicke Mauer ist das Alte Logis mit dem runden Turm der Agnès Sorel verbunden, der seinen Namen im 19. Jahrhundert erhielt. Von 1809 bis 1970 beherbergte er das Grabmal Agnès Sorels, der Mätresse Karls VII. Der viergeschossige Turm mit Kegelhelm wurde bereits im 13. Jahrhundert erbaut und besitzt einen halbrunden Treppenturm, dessen skulptierte Konsole ein Liebespaar darstellt.

#### Innenräume

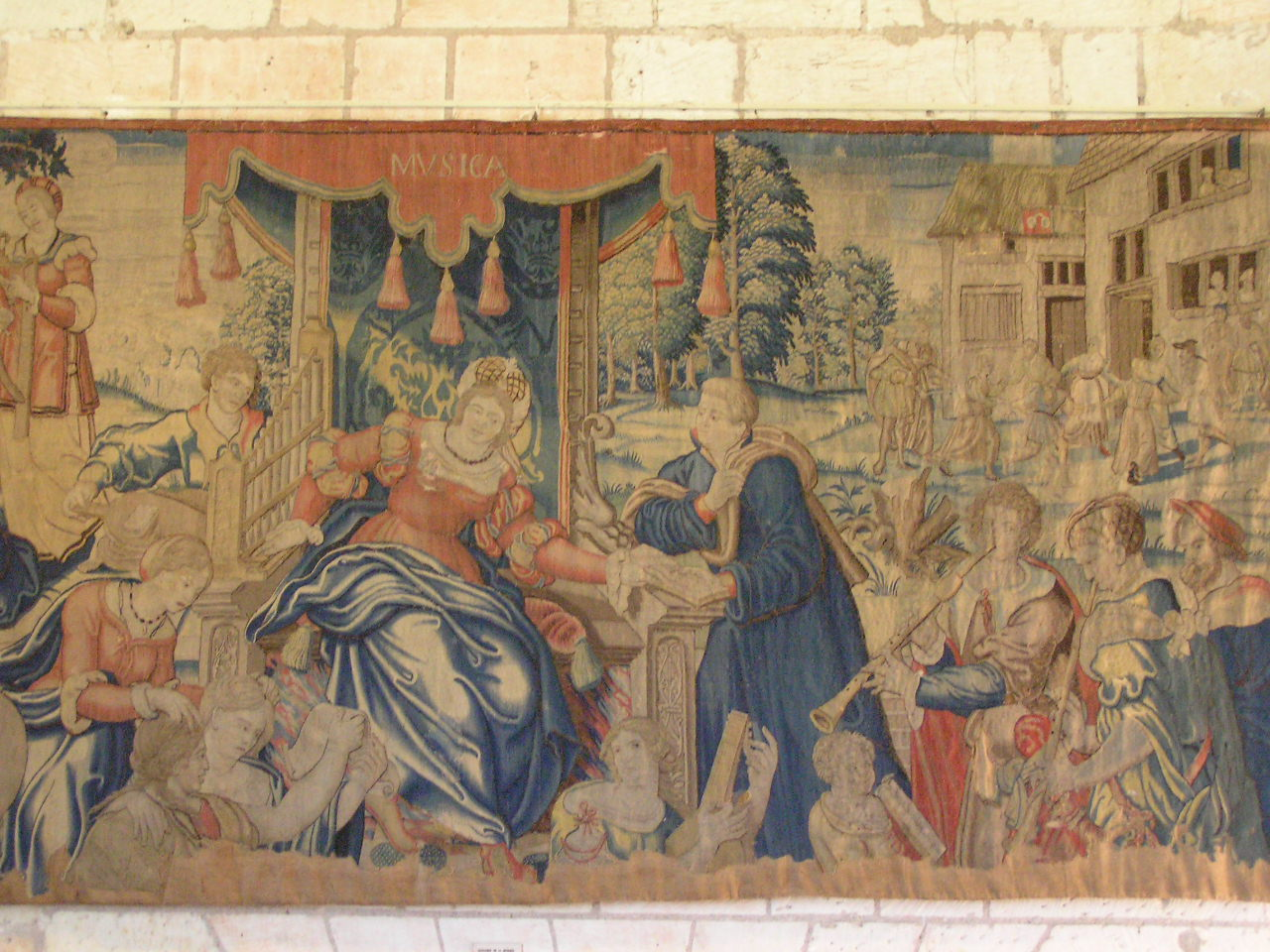
Die Tapisserie Allégorie de la musique im Saal Karls VII.

Durch das Hauptportal des Alten Logis betritt man den Saal Karls VII., der früher sein Privatgemach war. Dort ist eine Kopie der Handschrift zu sehen, die den Prozess gegen Jeanne d’Arc 1431 in Rouen protokolliert. Blickfang ist die aus Brüssel stammende Tapisserie Allégorie de la musique. Die Kopie eines Porträts Karls VII., dessen Original im Louvre zu sehen ist, komplettiert die Ausstattung.
Nördlich davon schließt sich der Saal der Jeanne d'Arc mit großem Kamin an, der als Festsaal genutzt wurde. Zur Zeit Karls VII. reichte er bis zum Dachstuhl und wies damit eine Höhe von 14 Metern auf.

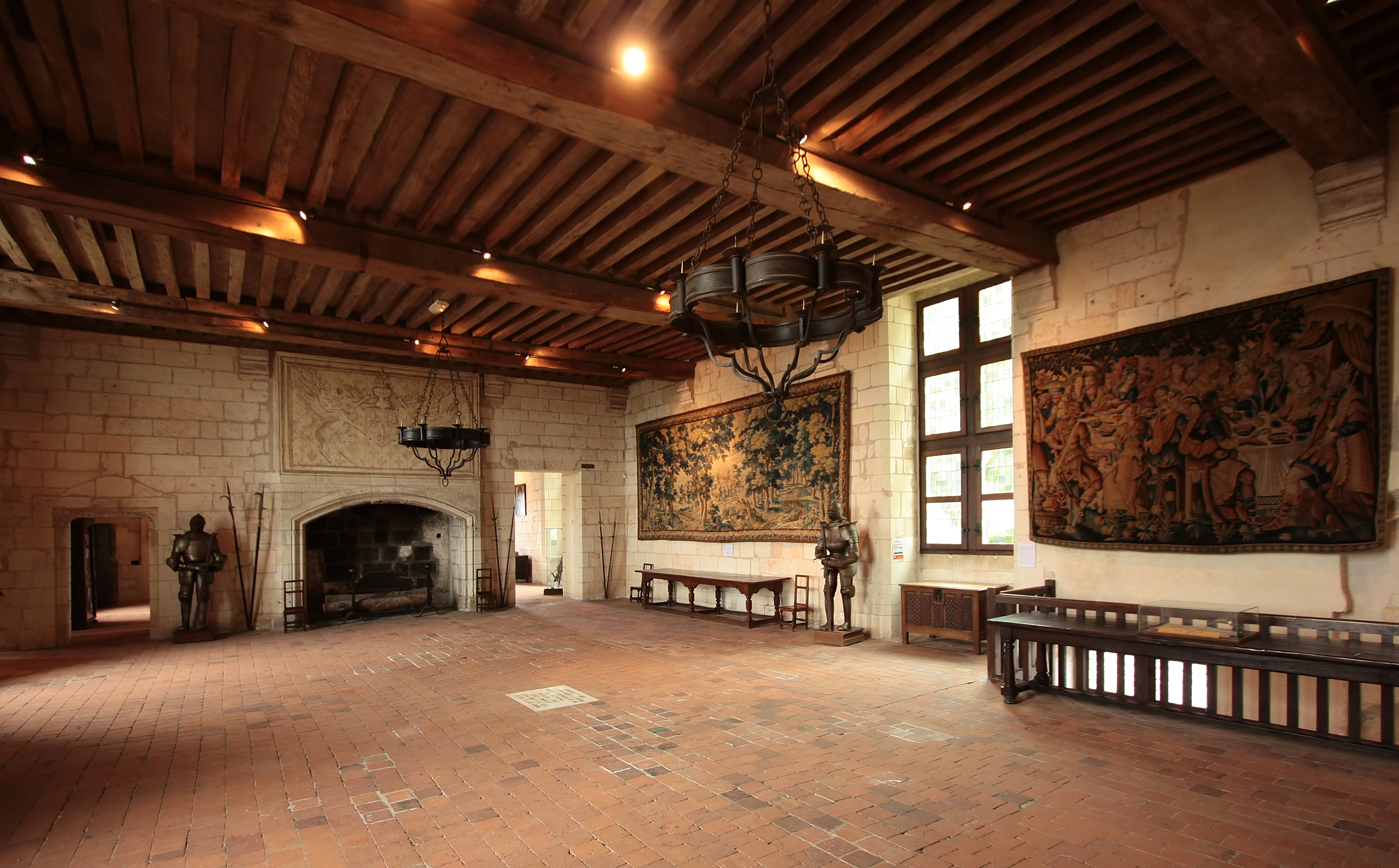
Der Saal der Jeanne d'Arc

Vom Saal der Jeanne d’Arc ist über eine Tür in der Nordwand ein Raum erreichbar, der von 1970 bis April 2005 das Grabmal Agnès Sorels beherbergte. An der Wand ist eine Kopie ihres berühmten Porträts Jungfrau von Melun von Jean Fouquet zu sehen. Mit Ausnahme eines Kamins ist dieser Saal vollkommen schmucklos. Ihm schließt sich ein Raum an, in dem sich ein Triptychon der Leidensgeschichte Jesu befindet. Es stammt ursprünglich aus der Kirche Saint-Antoine, datiert auf das Jahr 1485 und wird der Schule Jean Fouquets zugeschrieben. Die Flachmalerei auf Holz a tempera zeichnet sich durch ihren hohen Realismus der Darstellung aus.
Neben diesem Raum befindet sich der Saal Karls VIII., in dem neben seinem Porträt auch eines seiner Frau Anne de Bretagne zu sehen ist, sowie ein Gemälde, das Maximilian I. von Habsburg mit seiner Familie zeigt.
Das heute vollständig restaurierte Oratorium der Anne de Bretagne ist über einen separaten Eingang im Norden des Logis Royal zu betreten. Unter König Ludwig XII. für seine Frau erbaut, besitzt die Kapelle aus Stein gehauene, flächendeckende Wandreliefs. Sie zeigen neben dem Hermelin, dem Wappenmotiv der Herzöge der Bretagne, den Knotenstrick des Heiligen Franziskus, den Anne de Bretagne zusätzlich als Emblem in ihr Wappen übernommen hatte. Die Kapelle besitzt darüber hinaus ein Spitzbogengewölbe und einen kleinen gotischen Altar.

### Stiftskirche Saint-Ours
Die zur Schlossanlage gehörende Stiftskirche steht auf dem höchsten Punkt des Felsplateaus und ist dem Heiligen Ursus von Auxerre geweiht, der die Touraine im 5. Jahrhundert zum Christentum führte. Im 11. Jahrhundert erbaut, wurde sie bereits im 12. Jahrhundert verändert. Im 14. und 15. Jahrhundert wurde sie unter Einbeziehung der vorhandenen Bausubstanz des romanischen Vorgängerbaus umgebaut, sodass die Kirche neben Stilelementen der Romanik auch solche der Gotik aufweist.

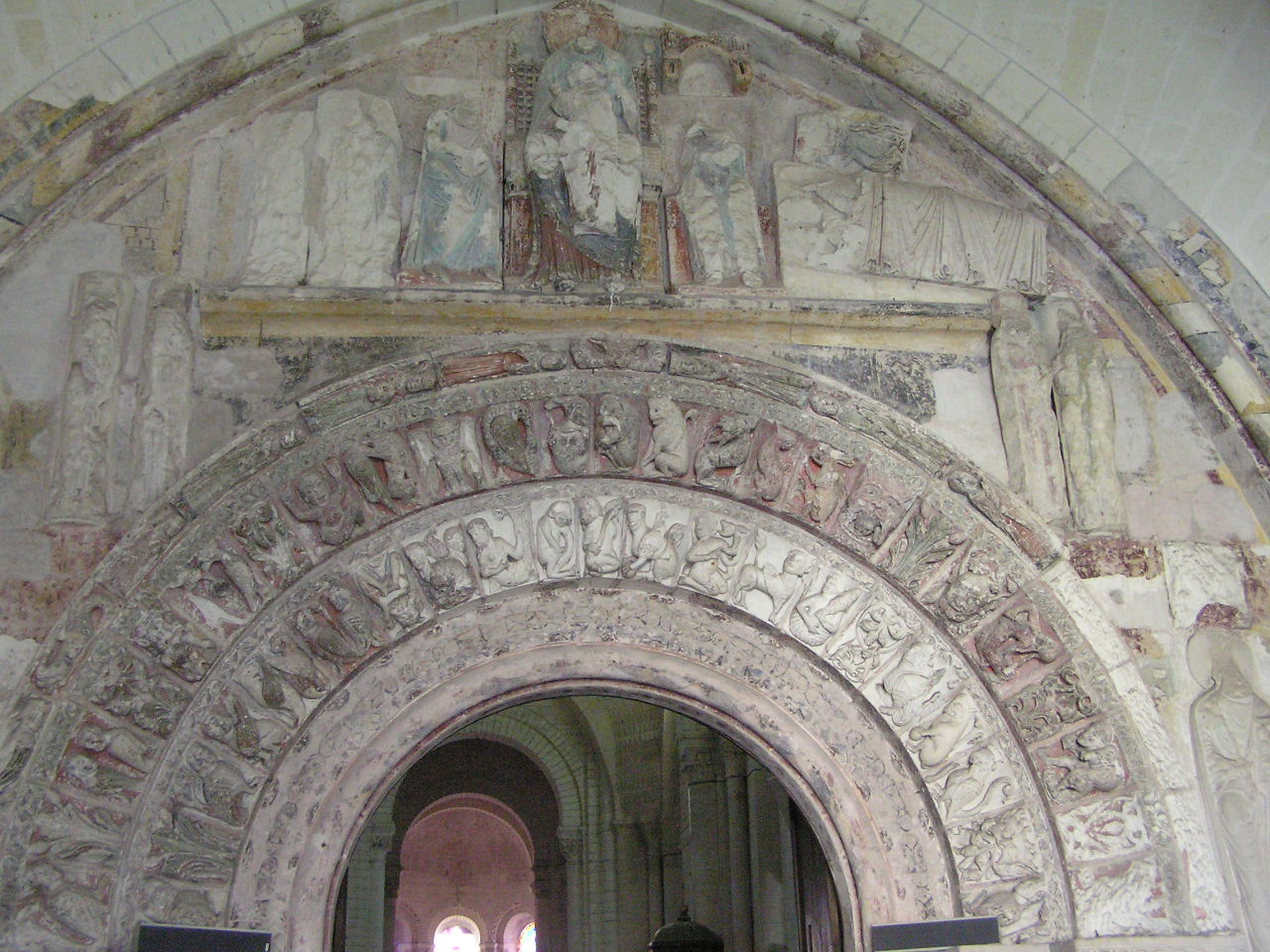
Hauptportal der Stiftskirche mit Resten der farbigen Bemalung.

Außergewöhnlichstes Merkmal des Baus sind seine zwei Duben, achteckige Türme mit pyramidenförmigen Dächern, die zwischen dem Portalturm mit Rippengewölbe und dem Hauptturm emporragen. Diese beiden Bauteile sind eigentlich nur die Bedachungen zweier achtseitiger Gewölbe über dem Mittelschiffjoch, deren Konstruktion nötig wurde, nachdem das erste Kirchendach des 12. Jahrhunderts nur kurz nach seiner Fertigstellung wieder eingestürzt war. Diese Lösung war für Kirchenbauten zwar nicht gebräuchlich, kam jedoch ohne zusätzliche Stützkonstruktionen aus. Aufgrund ihrer für die sakrale Architektur sehr ungewöhnliche Bauform sind sie noch heute die markantesten Merkmale des Baus.
Die Kirche besitzt einen dreiapsidialen Chor und ist mit einem reichen steinernen Skulpturenschmuck ausgestattet, der unter anderem mittelalterliche Fabelwesen zeigt. Die Archivolte seines ebenfalls reich dekorierten Rundbogenportals romanischen Ursprungs weist heute noch Reste der ursprünglichen farbigen Bemalung auf und ist mit dem umfangreichsten Figurenzyklus des Loiretals verziert. In der Krypta unter der südlichen Chorhalle ist ein Fresko aus der zweiten Hälfte des 12. Jahrhunderts zu sehen, das den heiligen Brictius, Nachfolger des Martin von Tours, darstellt.

#### Grabmal Agnès Sorels
Testamentarisch hatte Agnès Sorel dem Stift in Loches eine großzügige Schenkung gemacht, darunter auch eine Summe von 2000 Goldécu. Zudem hatte sie verfügt, dass ihr Herz in der Abtei Jumièges begraben und ihr Leichnam in der Kirche Saint-Ours beigesetzt werden sollten. Deshalb gab es eine Zeit lang zwei Grabmäler für sie. Jenes in Jumièges ist jedoch nicht mehr erhalten, da es im 16. Jahrhundert von Calvinisten teilweise und während der Französischen Revolution dann gänzlich zerstört wurde.

##### Beschreibung

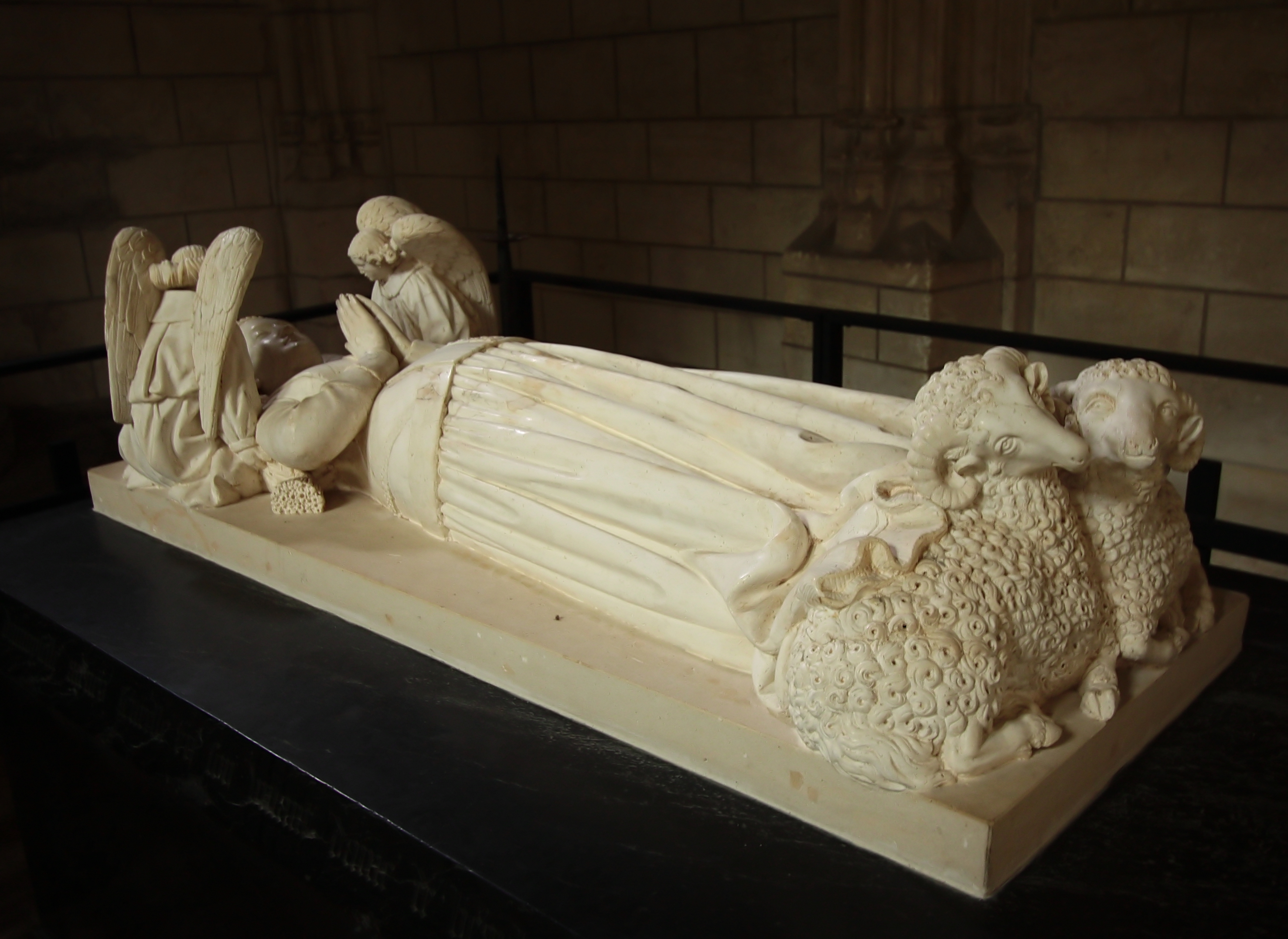
Das Grabmal Agnès Sorels, hier in der Stiftskirche

Das Grabmal wurde im Auftrag Karls VII. gefertigt. Es besteht aus einer lebensgroßen Liegefigur aus weißem Alabaster auf einer Tumba aus schwarzem Marmor. Diese trägt an ihrem oberen Rand eine Inschrift, deren Buchstaben früher vergoldet waren:
Cy gist noble damoyselle Agnès Seurelle en son vivant dame de Beaulté, de Roquesserière, d'Issouldun et de Vernon-sur-Seine piteuse envers toutes les gens et qui largement donnoit de ses biens aux eglyses et aux pauvres laquelle trespassa le IXème jour de février l'an de grâce MCCCCXLIX, priies Dieu pour lame delle. Amen.

(Hier liegt die edle Dame Agnès Seurelle, zu ihren Lebzeiten Herrin von Beaulté, von Roquesserière, von Issouldun und von Vernon-sur-Seine, mitleidsvoll gegenüber allen Menschen, und die reichlich von ihren Gütern den Kirchen und den Armen schenkte, die am 9. Tag des Februars im Jahre des Herrn 1449 verschied, beten wir zu Gott für ihre Seele. Amen.)
Bis heute ist nicht geklärt, ob die Figur von dem Bildhauer Jacques Morel oder Michel Colombe ausgeführt wurde. Sie zeigt eine Frau in schlichtem Gewand, die eine Krone trägt. Ihr Kopf liegt auf einem Kissen, das rechts und links jeweils von einer Engelsskulptur flankiert wird. Zu Füßen der Figur liegen zwei Lämmer, die angelehnt an den Vornamen Agnes – das lateinische Wort agnus bedeutet Schaf – Sanftmut repräsentieren sollen. Die Hände der Frauenskulptur sind zum Gebet gefaltet.

##### Geschichte des Grabmals
Agnès Sorels Grabmal befand sich anfänglich in der Mitte des Kirchenchors, doch schon kurz nach dem Tod Karls VII. wollten die Kanoniker es von seinem exponierten Platz entfernen. Mit dem Hinweis auf ihr unkeusches Leben und unter dem Vorwand, das Grabmal störe sie bei ihren Messen, wandten sie sich an Ludwig XI. Der stimmte einer Verlegung unter der Bedingung zu, dass das Stift Agnès’ großzügige Zuwendungen zurückgeben müsste. Und so verblieb das Grab an seinem Ort. Im Laufe der folgenden Jahrhunderte wurde seitens der Kirche jedoch immer wieder die Bitte an den jeweiligen französischen König gestellt, das Grabmal an eine andere Stelle verlegen zu dürfen, jedes Mal ohne Erfolg. So schrieb Ludwig XV. eigenhändig als Antwort auf eine solche Anfrage „Néant, laisser le tombeau où il est“ („Nein, lasst das Grab, wo es ist“).
1777 aber gab Ludwig XVI. dem Drängen der Kanoniker nach und genehmigte die Verlegung. Das Grab wurde daraufhin erstmals geöffnet. Zum Vorschein kamen die Fragmente dreier ineinander gestellter Särge – zwei aus Eichenholz, einer aus Blei –, in denen sich die teilweise gut erhaltenen Überreste des Leichnams Agnès Sorels befanden; darunter auch aschblonde, zu einem Zopf geflochtene Haare. Gemäß ihrem letzten Willen war die Mätresse ohne Juwelen beigesetzt worden, denn es fand sich kein Schmuck im Grab. Nach Umbettung in eine Urne wurden die Überreste wieder im Grabmal, das inzwischen an die rechte Seite des Chors versetzt worden war, beigesetzt.
Während der Französischen Revolution wurde das Grab 1793 von Revolutionären entweiht, weil sie es für die Grablege einer Heiligen hielten. Das Grabmal wurde dabei stark beschädigt und die Urne auf den Friedhof des Pfarrhauses gebracht, wo sie erst 1970 wiederentdeckt wurde.
In der Zeit des Ersten Empires ließ der damalige Präfekt des Départements, General François René Jean de Pommereul, die Reste des Grabmals nach Paris bringen und sie dort von dem Bildhauer Pierre Nicolas Beauvallet 1807 restaurieren. Der ersetzte unter anderem die zerstörten, ehemals ein Buch haltenden Hände durch ihre heutige, betende Version. Anschließend wurde die Tumba 1809 in einer Art Gruft im Turm der Agnès Sorel wieder aufgestellt und für die Öffentlichkeit zur Besichtigung freigegeben. Dort blieb sie bis zum März 1970, ehe sie aus Gründen der Erhaltung in das Logis Royal verlegt wurde.
Am 28. September 2004 wurde das Grab ein drittes Mal geöffnet und die darin enthaltenen Überreste kriminalistisch untersucht. Ergebnis der Untersuchung war, dass es sich bei der Verstorbenen tatsächlich um die Mätresse Karls VII. handelte und sie an einer Quecksilbervergiftung gestorben war. Nach Abschluss der Untersuchung wurde das Grabmal auf Beschluss des Generalrats des Départements Indre-et-Loire im linken Seitenschiff der Stiftskirche aufgestellt und die Urne am 2. April 2005 in Anwesenheit von Vertretern des französischen Hochadels wieder beigesetzt. Die Tumba kehrte damit nach 196 Jahren wieder an den Ort der ursprünglichen Grablege zurück.

## Geschichte

### Bis 10. Jahrhundert
Bereits im 5. Jahrhundert existierte in Loches ein vicus, der Ende jenes Jahrhunderts von Gregor von Tours zum ersten Mal erwähnt und 741 geschleift wurde. Im Jahr 742 fand dann eine Befestigungsanlage als mota Erwähnung, die in späteren Aufzeichnungen als castrum bezeichnet wurde.
Karl der Kahle überließ die Burg 840 seinem treuen Ritter Adeland, der sie seiner Enkelin Roscille schenkte. Sie hatte den Grafen von Anjou, Fulko den Roten, geheiratet, den Sohn des Vicomtes Ingelger, und brachte die Burg somit an seine Familie. Von Fulko dem Roten kam die Anlage über seinen Sohn Fulko den Guten an dessen Sohn Gottfried Grisonelle. Der ließ 962 eine Marienkirche an der Stelle erbauen, wo zuvor schon die kleine, schlichte Kirche Sainte-Marie-Madeleine gestanden hatte, die im 5. Jahrhundert durch den Heiligen Eustochius, Bischof von Tours, errichtet worden war. Diese Marienkirche war der Vorgänger der heutigen Stiftskirche Saint-Ours, die bis in das 19. Jahrhundert noch den Namen Notre-Dame trug. Auch das castrum selbst wurde neu errichtet. Unklar ist, wer der Bauherr war. Fest steht lediglich, dass der Neubau zum Schutz gegen die Invasion der Normannen, die im 10. Jahrhundert die Touraine überfielen, errichtet wurde.

### 11. und 12. Jahrhundert

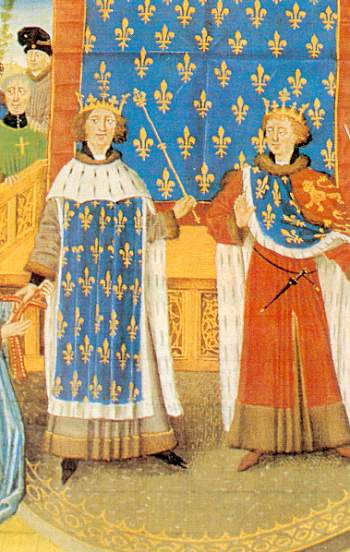
Richard Löwenherz (rechts) und Philipp II. August (links) stritten lange um die Burganlage in Loches.

Gottfried Grisonelles Sohn Fulko Nerra wird die Errichtung des Donjons zugeschrieben, dessen Baubeginn nach Meinung von Bauforschern in die Zeit von 1013 bis 1035 fiel. Fulko ließ während seiner Regierung als Graf von Anjou (987 bis 1040) ein dichtes Netzwerk von Befestigungsanlagen errichten, die in Abständen von etwa 30 Kilometern in der gesamten Grafschaft erbaut wurden und so die Machtansprüche seines Hauses sichern sollten. Aus diesem Grund war der Donjon in Loches stark befestigt.
Nach dem Tod Fulko Nerras erbte sein Sohn Gottfried Martel die Burg. Da dieser aber ohne männliche Nachkommen starb, kam die Anlage 1060 erst an seinen Neffen Gottfried den Bärtigen und später an dessen Bruder Fulko den Zänker. Im Zuge dauerhafter Auseinandersetzungen mit den Grafen von Blois-Chartres wurde die Burg seit ihrer Errichtung durch die Grafen von Anjou ständig weiter befestigt.
Im 12. Jahrhundert war die Burg in Loches Schauplatz jahrelanger Belagerungen, als Heinrich II. von England und seine beiden Söhne Johann Ohneland und Richard Löwenherz mit dem französischen König Philipp II. August um den Besitz der Touraine kämpften. Als Gottfried der Schöne, Enkel Fulkos des Zänkers, 1128 durch Heirat mit Matilda von England, Enkelin und Erbin Wilhelms des Eroberers, in das englische Königshaus einheiratete, beanspruchte der französische König die Anlage für sich und löste damit einen Jahrzehnte dauernden Streit um den Besitz aus. Gottfrieds Sohn Heinrich II. erbte die Burg um 1150, verlor sie aber 1189 im Zuge familiärer Streitigkeiten an seinen Sohn Richard Löwenherz, obwohl er sie – wie ganz Loches – weiter befestigt hatte. Nachdem Richard Löwenherz auf seinem Rückweg vom Dritten Kreuzzug gefangen genommen worden war, überließ sein jüngerer Bruder Johann Ohneland die Burg Loches im Jahr 1193 vertraglich der französischen Krone, doch bereits 1194 wurde sie durch Richard im Handstreich zurückerobert. Es dauerte nur drei Stunden, bis sich die Anlage wieder in englischer Hand befand.
Bereits um 1150 war die heutige Stiftskirche im Stil der Romanik in Nähe des Donjons erbaut worden. Da jedoch schon kurz nach Bauabschluss das Dach des Kirchenschiffs eingestürzt war, veranlasste der damalige Prior Thomas Pactius um 1165 die Errichtung zweier achtseitiger Gewölbe über dem Kirchenschiff und deren Überdachung durch zwei Duben.

### 13. und 14. Jahrhundert
Nach dem Tod Richard Löwenherz’ erbte sein Bruder Johann den Locher Besitz, den Philipp II. August während eines Französisch-Englischen Kriegs im Jahr 1204 angriff. Johanns Kastellan Gerard d’Athée verteidigte die Burg erbittert, doch nach einjähriger Belagerung musste er die isolierte Burg Ostern 1205 übergeben. Philipp II. ernannte den Connétable Dreux IV. de Mello zum neuen Kastellan von Loches. Das Amt war mit entsprechenden Privilegien und Einnahmen verbunden, doch die Vergabe wurde unter der Prämisse getätigt, dass die französische Krone dieses Amt jederzeit widerrufen und die damit verbundenen Ländereien zurückfordern konnte. Über den kinderlosen Dreux V. de Mello, Sohn Dreux’ IV., ging das Amt an seinen Neffen Dreux VI. von Mello über. Als Ludwig der Heilige Loches für sich zurückforderte, verweigerte Dreux VI. die Rückgabe und ließ sich erst 1249 gegen eine jährliche Rente von 600 Livres umstimmen. Ludwig der Heilige verleibte die Anlage endgültig der französischen Krondomäne ein. Sie verblieb bei ihr bis zur Französischen Revolution. Zwar wurde sie während des Hundertjährigen Krieges durch englische Truppen belagert, konnte aber nicht eingenommen werden.

### 15. Jahrhundert

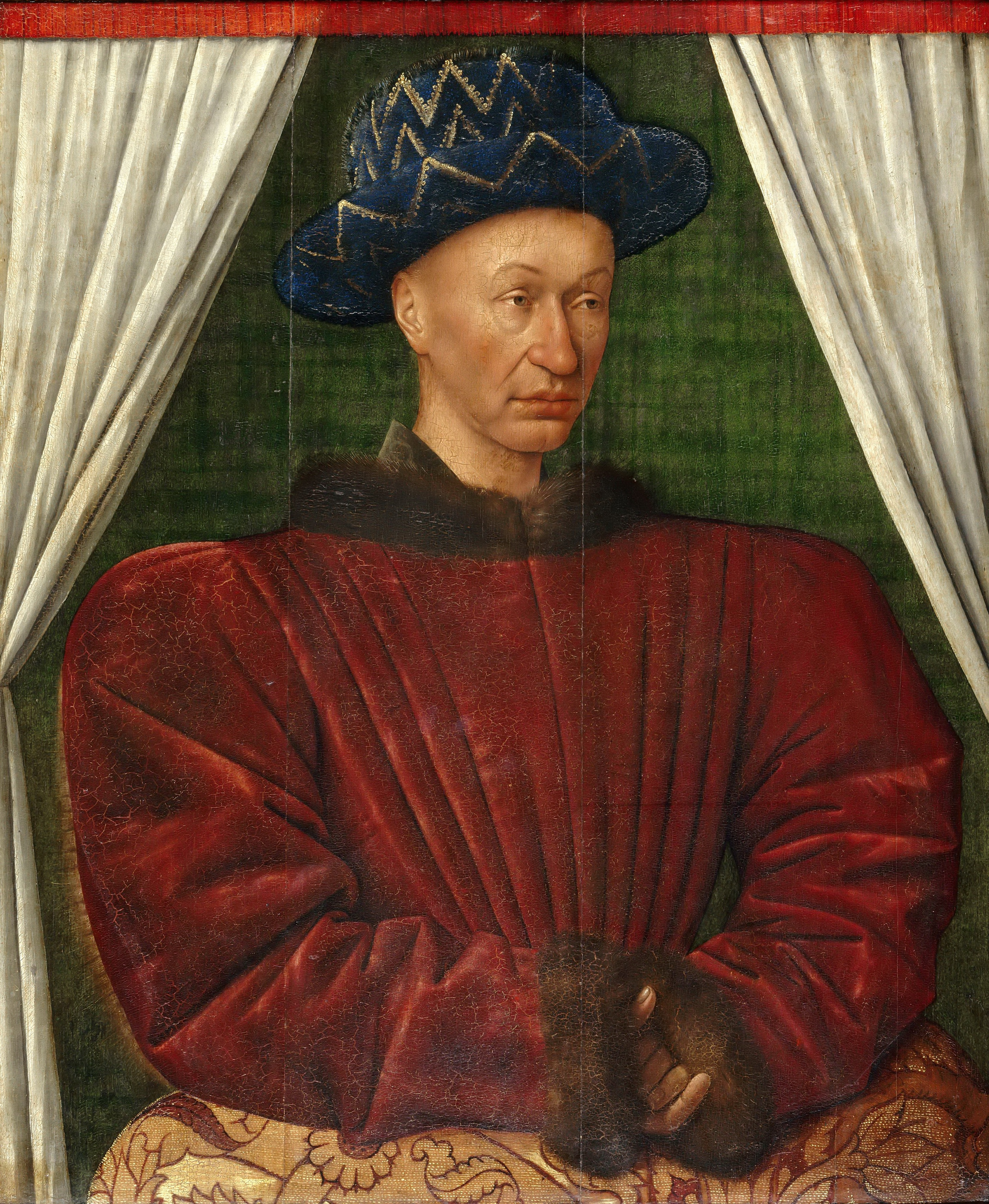
Karl VII. machte das Schloss Loches zu seiner Hauptresidenz; Porträt von Jean Fouquet aus dem 15. Jahrhundert im Louvre.

Karl VI. von Frankreich hatte während seiner Regierungszeit Ende des 14. Jahrhunderts damit begonnen, am nordöstlichen Ende des Felsplateaus ein neues Wohnhaus zu errichten, dessen Fertigstellung jedoch erst unter seinem Nachfolger Karl VII. erfolgte. Auch ließ Karl VI. um 1415 im Bereich des Donjons den Bau eines halbrunden Gefängnisturms beginnen, der anfangs den Namen Neuer Turm trug, heute jedoch Turm Ludwigs XI. genannt wird. Karl VII. erkor das Schloss gemeinsam mit Chinon zu seiner Hauptresidenz und fügte dem Donjonkomplex 1450 noch den Martelet-Turm hinzu. Anschließend schenkte er das Schloss seiner Mätresse Agnès Sorel. Hier soll er im Juni 1429 Jeanne d’Arc nach der erfolgreichen Belagerung von Orléans empfangen haben, die ihn davon überzeugte, sich in Reims zum König krönen zu lassen.
Obwohl Karls Sohn Ludwig XI. einen Teil seiner Kindheit auf Schloss Loches verbracht hatte, fühlte er sich dort nicht heimisch und lebte lieber im Schloss Amboise. Erst sein Sohn Karl VIII. nutzte die Anlage wieder häufiger als Residenz. So begann dieser auch, das Logis Royal nach Norden hin zu erweitern, und ergänzte das aus dem 12. und 13. Jahrhundert stammende Königstor mit einem zentralen Baukörper sowie einer Dachplattform, auf der Kanonen platziert wurden. Die Erweiterung des Logis Royal kam jedoch erst unter Karls Nachfolger Ludwig XII. zum Abschluss.

### Ab 16. Jahrhundert
Bereits die Grafen von Anjou hatten Teilbereiche ihres mächtigen Donjons als Gefängnis genutzt. Unter Ludwig XII. begann die Zeit, in der dies die einzige Funktion des Donjonkomplexes war. Vom Ende des 15. Jahrhunderts bis zur Französischen Revolution diente er als Staatsgefängnis, anschließend bis 1926 als Gefängnis des Départements. Das Logis Royal verlor allmählich seine Funktion als Lieblingsresidenz des französischen Königs und wurde nur noch als Jagdschloss genutzt. Lediglich im Gefängnisbereich waren noch vereinzelt Bautätigkeiten zu verzeichnen. So wurden Ende des 15. Jahrhunderts und zu Beginn des 16. Jahrhunderts weitere kleinere Bauten hinzugefügt, wie zum Beispiel ein neuer Torbau, der dem alten Treppenturm des Donjons vorgesetzt wurde. Das Schloss Loches verlor endgültig seine Bedeutung als königliche Residenz, als Franz I. nach dem Tod seiner Frau Claudia von Frankreich 1524 das Schloss Fontainebleau zu seinem bevorzugten Aufenthaltsort erkor.
Während der Französischen Revolution geplündert und stark beschädigt, diente das Schloss anschließend – inzwischen war es zu Staatseigentum geworden – als Sitz der Unterpräfektur. Eine erste Restaurierung erfolgte deshalb 1806, um die Schlossräume für die Behörde nutzbar zu machen. Weitere Erhaltungsmaßnahmen fanden in den 1880er-Jahren unter der Leitung des Architekten Eugène Bruneau statt und verschlangen allein im ersten Jahr 48.000 Francs. Insassen des Gefängnisses legten Anfang des 20. Jahrhunderts unter Leitung eines Hobby-Archäologen Fundamente im Bereich des Donjonkomplexes frei. Heutige Eigentümerin der Anlage ist die Stadt Loches.